# Alberto de Churriguera

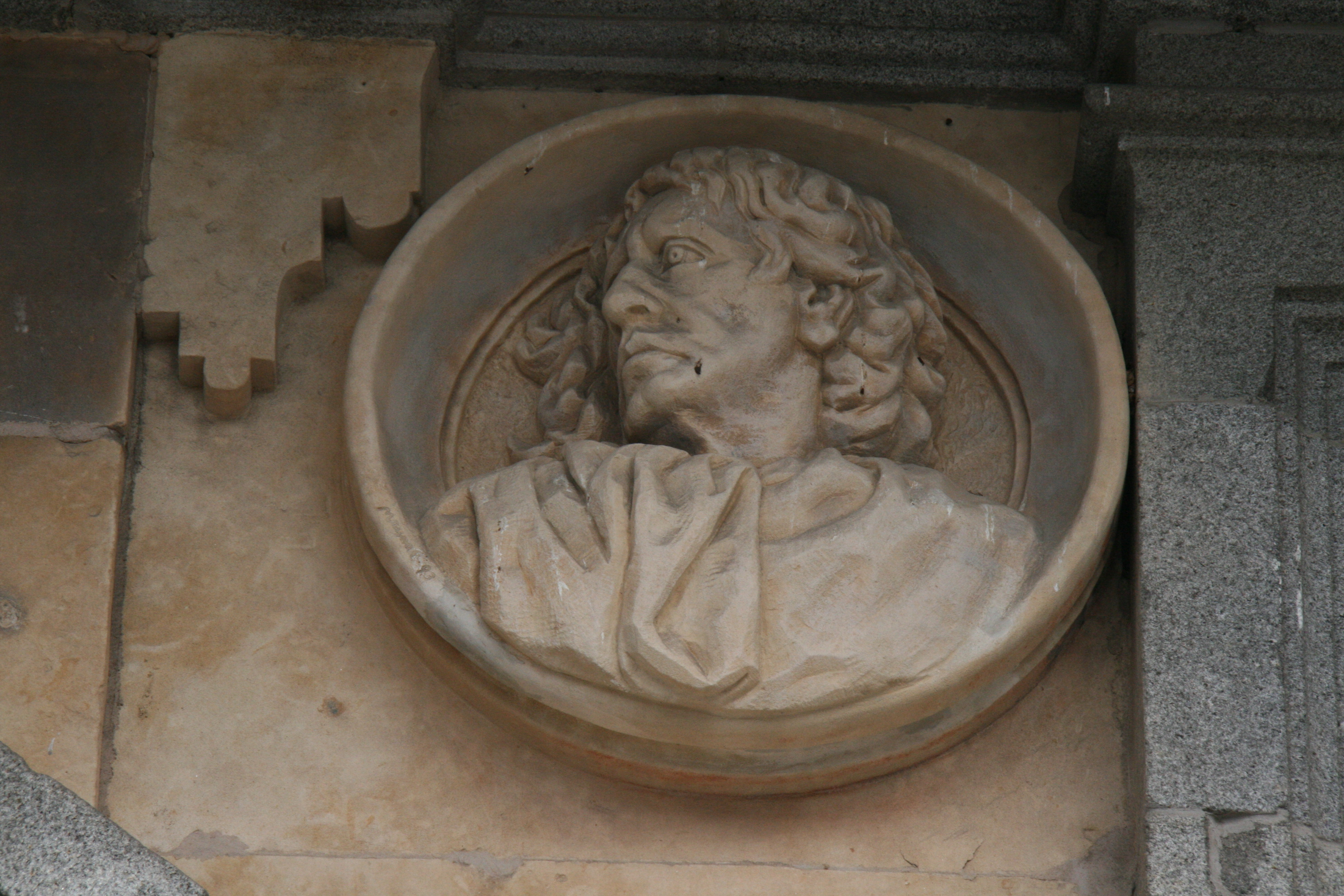
Rundbüste von Alberto de Churriguera an einem Gebäude der Plaza Mayor von Salamanca

Alberto de Churriguera (* 7. August 1676 in Madrid; † 27. Februar 1750 in Orgaz) war ein spanischer Barockarchitekt. Er stammte aus der berühmten Künstlerfamilie der Churriguera, nach der in Spanien eine Stilepoche des Spätbarock, der Churriguerismus, benannt ist.

## Leben und Werk
Alberto war der Sohn des Holzbildhauers José Simón de Churriguera und dessen Frau María Ocaña; er war der jüngere Bruder von José Benito de Churriguera (1665–1725) und Joaquín de Churriguera (1674–1724). Sein Vater starb bereits im Jahr 1679. Wenige Jahre später begleitete er seinen Bruder nach Salamanca, wo dieser vom Dominikanerorden den Auftrag für das Altarretabel der Klosterkirche San Esteban erhalten hatte; zwei Jahre später arbeiteten beide am Colegio de San Agustín. Ab dem Jahr 1698 unterzeichneten beide ihre Aufträge gemeinschaftlich. Ab April 1698 arbeiteten sie am Altarretabel der Ermita de Nuestra Señora de Gracia ca. 15 km nordöstlich von Salamanca. Die Geschehnisse der nachfolgenden Jahre liegen weitgehend im Dunkeln.

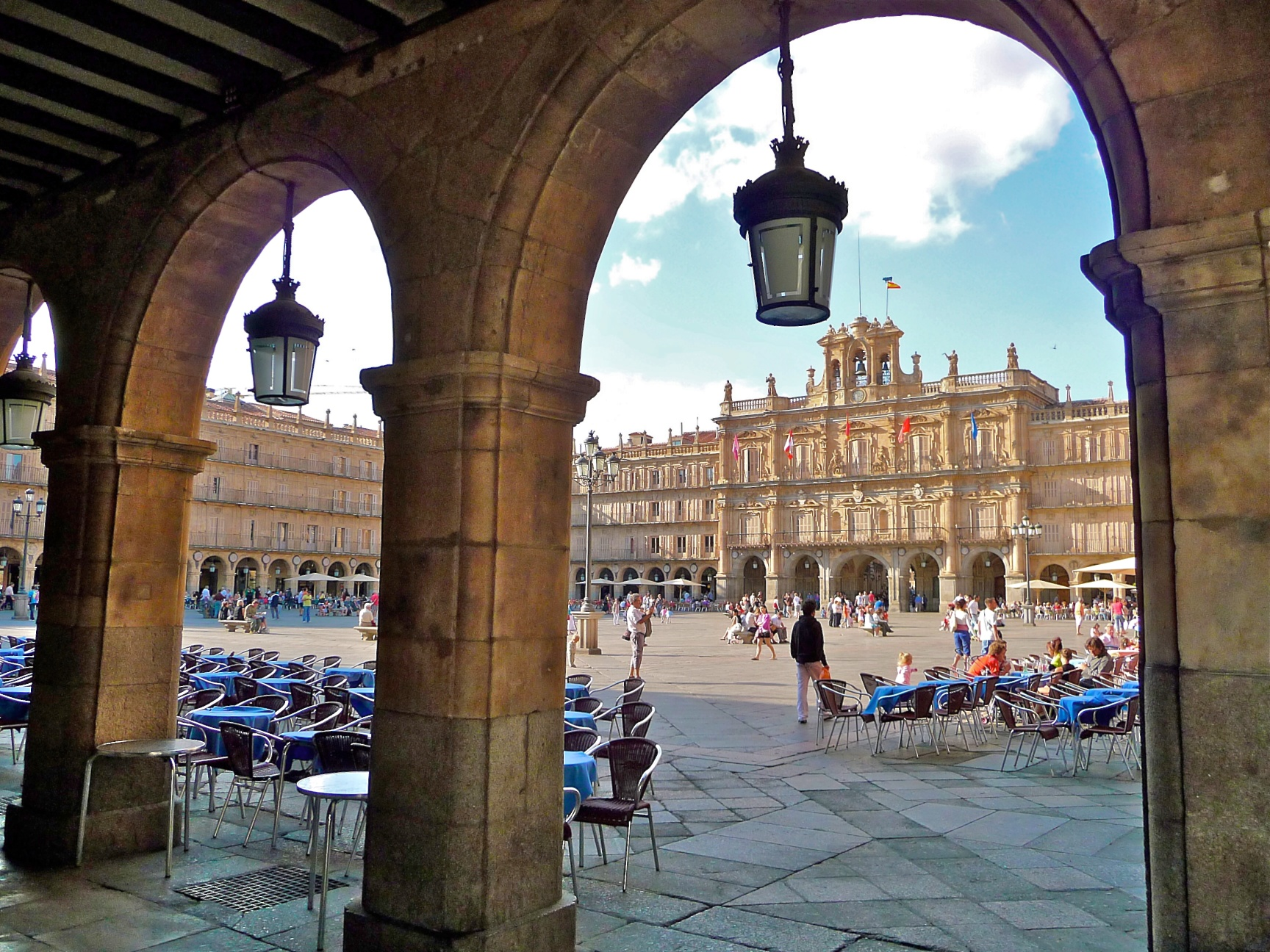
Salamanca – Plaza mayor

Erst im Jahr 1723 findet man ihn beim Neubau des durch Blitz zerstörten Glockenturms der Kathedrale von Oviedo. Danach war er an den Kathedralen von Plasencia und Valladolid tätig; außerdem half er beim Bau der Kirche der Nuestra Señora de la Asunción in Rueda. Nach dem Tod seiner Brüder übernahm er die Arbeiten am Neubau der Kathedrale von Salamanca und wurde zu deren Baumeister (maestro mayor) ernannt. Eigenständig übernahm er im Jahr 1724 den Auftrag für die Neugestaltung des Hauptplatzes (Plaza Mayor) der Stadt, der sein Hauptwerk werden sollte, jedoch erst von seinem Berufskollegen Andrés García de Quiñones im Jahr 1755 fertiggestellt wurde. Im Oktober 1738 machte er sich völlig überraschend auf den Weg in die ca. 270 km südöstlich von Salamanca gelegene Kleinstadt Orgaz, wo er den Neubau der Kirche Santo Tomás Apóstol leitete und zum zweiten Mal heiratete. Hier blieb er bis zu seinem Tod im Jahr 1750; er wurde in der Krypta der Kirche beigesetzt.